# Bieczyno
Bieczyno is een plaats in het Poolse district  Gryficki, woiwodschap West-Pommeren. De plaats maakt deel uit van de gemeente Trzebiatów en telt 179 inwoners.

## Verkeer en vervoer
- Station Bieczyno Pomorskie